# Spodoptera variegata
Spodoptera variegata är en fjärilsart som beskrevs av Franz Dannehl 1929. Spodoptera variegata ingår i släktet Spodoptera och familjen nattflyn. Inga underarter finns listade i Catalogue of Life.